# Щипачёв, Ливий Степанович
Ливий Степанович Щипачёв (4 августа 1926, Москва — 21 января 2001, там же) — советский юный актёр, известный главной ролью в фильме «Тимур и его команда» 1940 года; впоследствии художник.

## Биография
Родился 4 августа 1926 года в Москве, сын поэта Степана Щипачёва.
В детстве сыграл Тимура в фильме «Тимур и его команда» (1940) и «Клятва Тимура» (1942), однако в дальнейшем актёрской деятельностью не занимался.

Успех фильма — это прежде всего успех героя, выразившего самые главные социальные стремления детей. И хотя в экранном воплощении образа можно отметить скованность игры исполнителя (Л. Щипачёв), это не смогло, как доказало время, снизить «заразительность» характера героя.— История советского кино: 1917—1967: в четырёх томах, 1969 год
В 1941 году планировались съёмки фильма «Клятва Тимура», но Великая Отечественная война нарушила планы, и киногруппа с детьми была эвакуирована в Уфу.
В 1950 году после войны окончил Московский художественный институт имени В. И. Сурикова по классу живописи (ученик В. Ефанова).
Участник художественных выставок с 1950 года. Член Союза художников СССР (1956).
Репродукция картины «Сын» вышла открыткой ИЗОГИЗ 1955 года тиражом 35 000 экз. В 1958 году картина «О мечтах отцов наших» была представлена на Выставке молодых художников, В. Андреев в журнале «Смена» так писал о ней: «Подолгу стоит зритель у картины… В картине нет ничего лишнего, здесь всему веришь, всё волнует».
Экспонировался на выставках: «Советская Россия» (1960), Всесоюзная художественная выставка (1961 год, цветная репродукция его картины «Русская березка на Луне» была помещена в журнале «Огонёк» 1962 года), Выставке «Москва — столица нашей Родины» (1964, репродукция картины «Первый полёт» помещена в журнале «Огонёк»). Также, в журнале «Огонёк» публиковались репродукции его картин «Утро. Лошадки» (1982), «Весна» (1983).
Несколько картин посвятил М. Ю. Лермонтову: первая «Лермонтов в Тамани» хранится в Тарханах, вторую художник уничтожил, третья в частном собрании, и последняя — «Перед дуэлью».
Ему принадлежат такие работы, как «Лермонтов на Кавказе», «Тамань», «Христос» и «Тридцать серебренников». Его работы представлены в ряде музеев, в том числе в Третьяковской галерее.
Интересовался античной нумизматикой, выступал с лекциями на эту тему.
Скончался на 75-м году жизни 21 января 2001 года в Москве. Похоронен на Хованском кладбище (Западная территория, уч. 524Н).

## Воспоминания и мемуары
В 1984 году принял участие в документальном фильме «Фильм необычной судьбы» режиссёра Е. Андриканиса, ЦСДФ, о съемках фильма «Тимур и его команда».
Автор воспоминаний:
- Щипачёв Л. Это память моего детства: воспоминания об А. П. Гайдаре // Детская литература. — 1977. — № 2. — С.75-76
- Щипачёв Л. Мальчики из киногруппы // Газета «Республика Башкортостан» № 89-90 за 8 мая 2010

## Интересный факт
Скульптор Дмитрий Тугаринов создал скульптурный портрет «Ливий Щипачев — последний пионер», причём поводом стал случай, когда Ливий Щипачёв, при отсутствии денег, дал продавщице за бутылку водки коллекционные динарии.